# Leconte de Lisle
Charles-Marie-René Leconte de Lisle (Saint-Paul, 22. listopada 1818. – Luveciennes pokraj Pariza, 17. srpnja 1894.), francuski pjesnik.
Bio je pristaša Fourierova utopijskog socijalizma, radikalni demokrat i republikanac. Razočaran događajima poslije 1848., povlači se iz politike i posvećuje književnosti. Tražio je motive u antici i mitologiji. Bio je pesimist i fatalist, uvjeren da čovjek ne može mijenjati svoju sudbinu. Poznat je i kao prevoditelj grčkih klasika na francuski jezik. Bio je vođa škole pjesnika koji su o almanahu "Parnasse" prozvani parnasovci.
Djela: 
- "Antičke pjesme"
- "Barbarske pjesme"
- "Tragične pjesme"